# Bahnhof Lübbenau (Spreewald)

Der Bahnhof Lübbenau (Spreewald), niedersorbisch Dwórnišćo Lubnjow (Błota), ist eine Betriebsstelle der Bahnstrecke Berlin–Görlitz und der dort abzweigenden Strecke nach Kamenz (Sachs) auf dem Gemeindegebiet von Lübbenau/Spreewald im Landkreis Oberspreewald-Lausitz in Brandenburg. Das Empfangsgebäude des Bahnhofes, der Lokomotivschuppen und der Wasserturm sind eingetragene Baudenkmale in der Denkmalliste des Landes Brandenburg.

## Geschichte

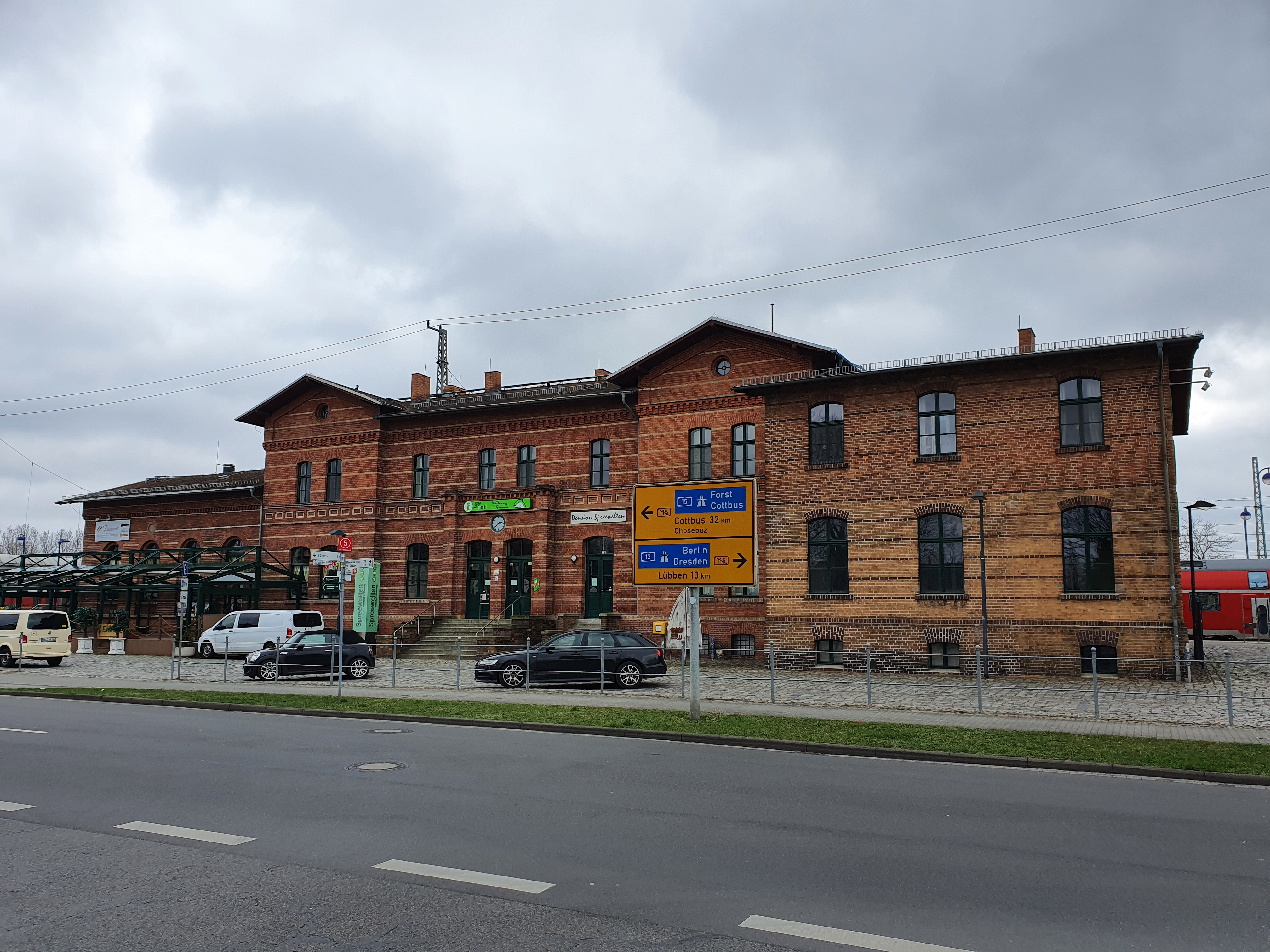
Ansicht des Empfangsgebäudes von der Straßenseite (2023)

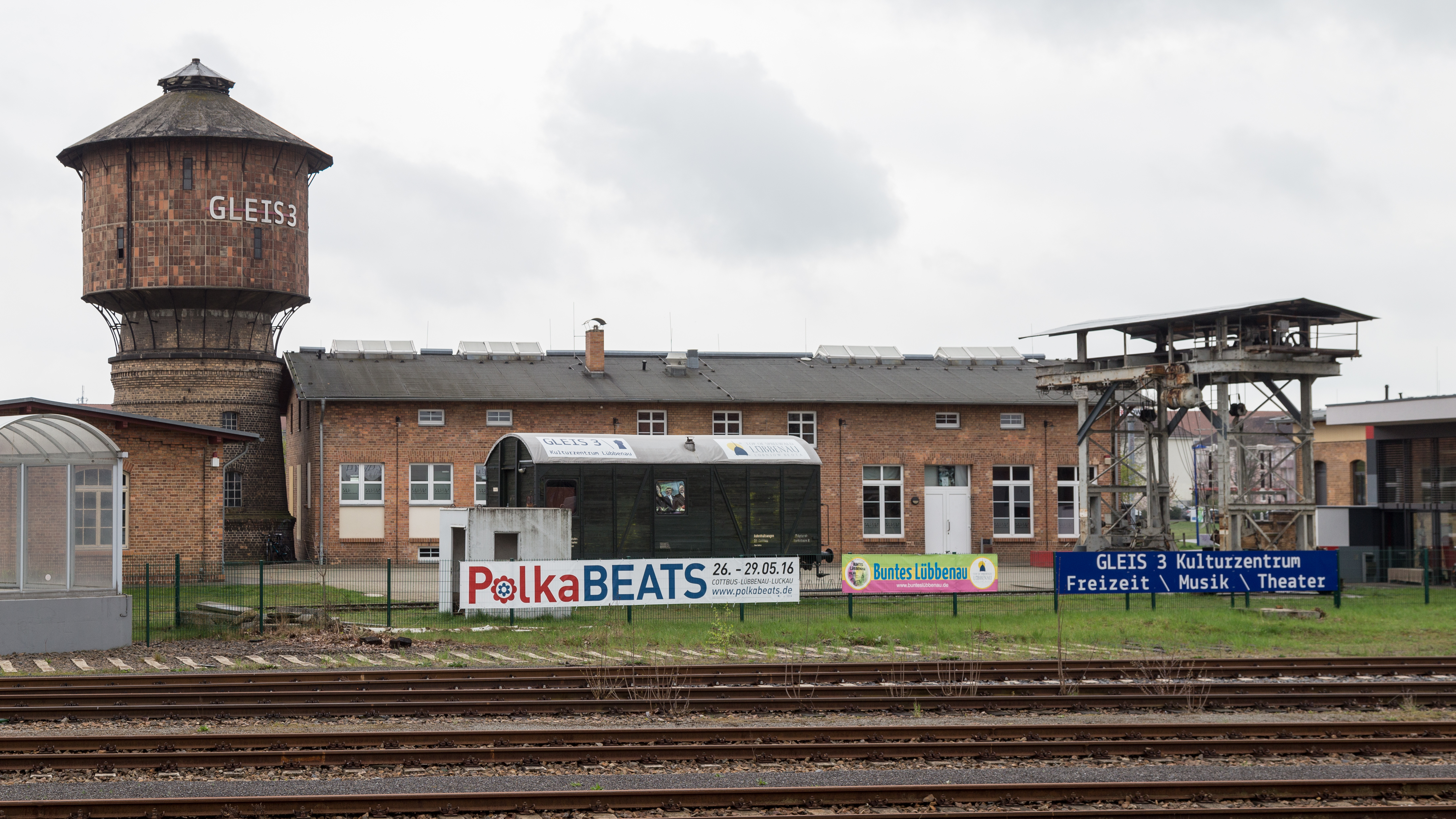
Kulturzentrum GLEIS 3 mit ehemaligem Güterschuppen, Wasserturm und Portalkran (2019)

Der Bahnhof wurde im Zuge des Baus der Bahnstrecke zwischen Berlin und Cottbus durch die Berlin-Görlitzer Eisenbahn-Gesellschaft angelegt und mit der Eröffnung der Strecke am 13. September 1866 für den Verkehr freigegeben. Zum 1. Juni 1874 wurde die an dem Bahnhof abzweigende Strecke nach Kamenz eröffnet. Das heutige Empfangsgebäude sowie der Großteil der historischen Anlagen wurden bis 1878 fertig gestellt, in den 1890er Jahren entstand ein Bahnbetriebswerk mit Lokomotivschuppen und Wasserturm. Zu Beginn des 20. Jahrhunderts erfolgte ein umfangreicher Um- und Ausbau des Empfangsgebäudes.
Ab 1910 wurden die Weichen im Bahnhof Lübbenau von zwei zunächst elektromechanischen Stellwerk der Firma Zimmermann & Buchloh gesteuert. Im Bereich des ehemaligen Güterbahnhofes wurde im Jahr 1920 am Ende des Arbeitsgleises eine Portalkrananlage von der Firma Gebrüder Dickertmann Hebezeugfabrik AG aus Bielefeld aufgebaut. Der Güterverkehr wurde 1993 eingestellt. In den Jahren 1997 und 1998 erfolgte der Bau eines Fußgängertunnels unter dem Bahnhof, der die Lübbenauer Altstadt mit der Neustadt verbindet. Zwischen 2000 und 2008 wurde der ehemalige Güterbahnhof saniert und zum Kulturzentrum GLEIS 3 umgebaut.
Im Jahr 2006 kaufte die WIS Wohnungsbaugesellschaft im Spreewald mbH das mittlerweile sanierungsbedürftige Empfangsgebäude und nahm grundlegende Umbau- und Sanierungsarbeiten vor. Am 6. Dezember 2009 wurden die alten Stellwerke am Bahnhof Lübbenau außer Betrieb genommen und durch ein elektronisches Stellwerk ersetzt. Heute befinden sich in dem Empfangsgebäude neben einem Reisecenter mit Touristeninformation ein Fahrradverleih, ein Souvenirshop, ein Restaurant und eine Pension. Auf dem Gelände des Güterbahnhofs eröffnete im November 2011 die „Bunte Bühne Lübbenau“, die für Veranstaltungen genutzt wird. Das Bahnhofskonzept erhielt mehrfach Auszeichnungen.

## Infrastruktur

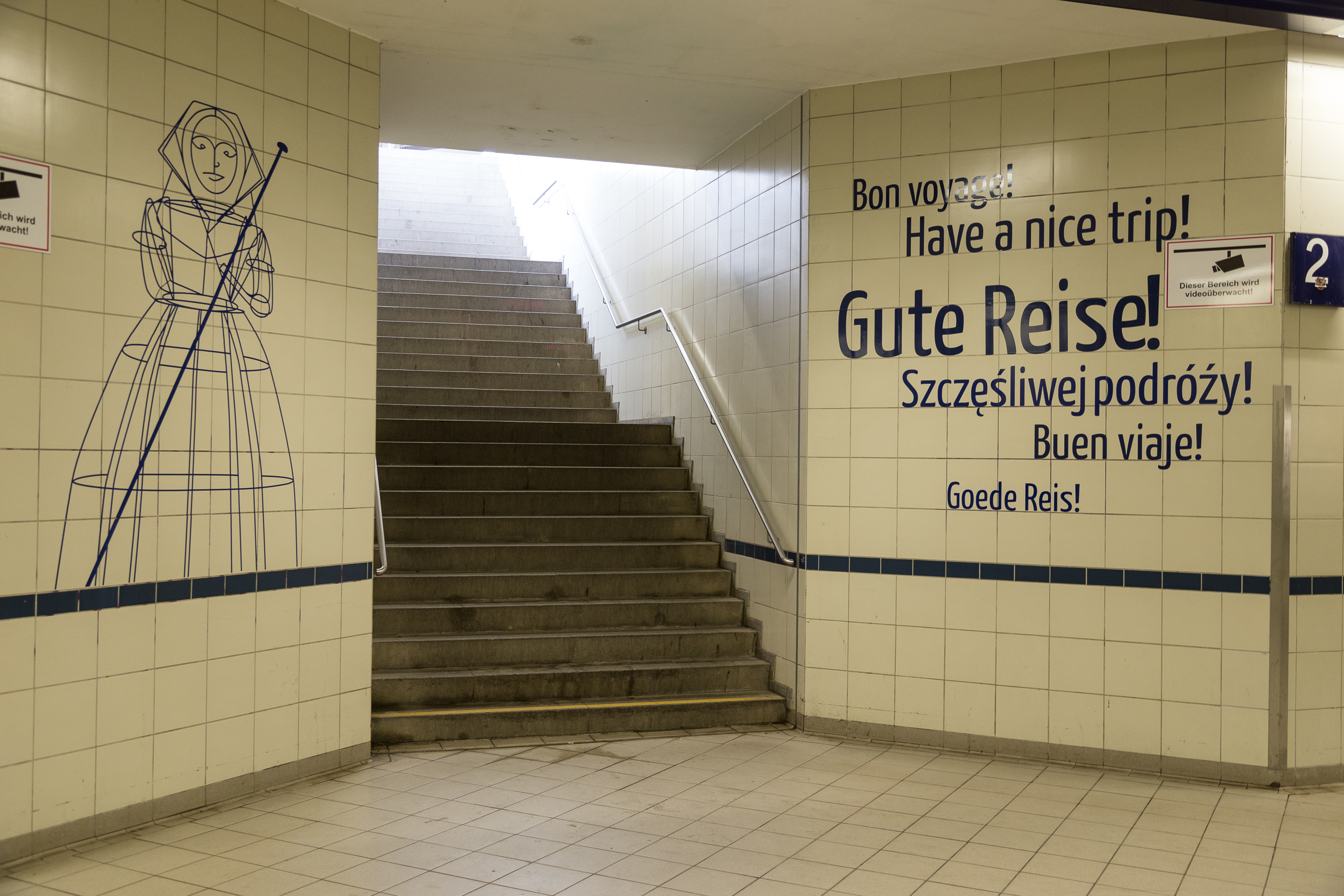
Fußgängerunterführung (2016)

Der Bahnhof verfügt über vier Gleise und drei Bahnsteige. Der Hausbahnsteig (Gleis 1) ist über einen Aufgang neben dem Empfangsgebäude zu erreichen. Der Mittelbahnsteig, an dem die Gleise 2 und 4 liegen, ist über eine Unterführung zu erreichen, die auch mit Aufzügen und einer barrierefreien Rollstuhlrampe ausgestattet ist.
Die Bahnsteige haben eine Systemhöhe von 76 Zentimetern über Schienenoberkante. Die Bahnsteige 1 und 2 haben eine Nutzlänge von 298 Metern, der Bahnsteig 3 an Gleis 4 von 137 Metern. Neben den Bahnsteiggleisen gibt es auch noch ein weiteres durchgehendes Gleis, außerdem sind heute (2023) im Südwesten mehrere im Süden des Bahnhofes angebundene Abstellgleise vorhanden.
Während die Strecke nach Berlin zweigleisig ausgebaut ist, sind die beiden Strecken im Süden nur eingleisig. Der Bahnhof wird seit 2009 von einem elektronischen Stellwerk gesteuert, über das die Strecke von Bestensee bis Vetschau ferngesteuert wird.

## Verbindungen
Der Bahnhof Lübbenau (Spreewald) liegt an den Bahnstrecken Berlin–Görlitz und Lübbenau–Senftenberg. Er wird durch zwei stündlichen Regional-Expressen der DB Regio Nordost bedient, welche durch die Aufgabenträger des Verkehrsverbunds Berlin-Brandenburg bestellt werden. Des Weiteren hält ein tägliches Zugpaar der IC-Linie 56 von DB Fernverkehr.
Vom Lübbenauer Bahnhof aus fahren Buslinien der Verkehrsgesellschaft Oberspreewald-Lausitz (VGOSL) und vom Omnibuscenter LEO REISEN nach Lübben (Linie 601), Calau (Linie 606), Cottbus (Linie 607) und im Lübbenauer Stadtverkehr. Zwischen 2015 und 2022 bestand zudem ein Schienenersatzverkehr zum Bahnhof Raddusch, dieser wurde nach der Wiederaufnahme einer regelmäßigen Bedienung des Bahnhofes am 11. Dezember 2022 wieder eingestellt.
| Linie                    | Linienverlauf | Takt (min) | EVU              |
| ------------------------ | --- | ---------- | ---------------- |
| IC 56                    | (Norddeich –) Emden – Bremen – Hannover – Magdeburg – Berlin Hauptbahnhof – Königs Wusterhausen – Lübbenau (Spreewald) – Cottbus | 1 Zugpaar  | DB Fernverkehr   |
| RE 2                     | Nauen – Berlin-Spandau – Berlin Hauptbahnhof – Königs Wusterhausen – Lübbenau (Spreewald) – Vetschau – Cottbus                   | 60         | DB Regio Nordost |
| RE 7                     | Dessau – Bad Belzig – Berlin-Wannsee – Berlin Hauptbahnhof – Königs Wusterhausen – Lübbenau (Spreewald) – Calau – Senftenberg    | 60         | DB Regio Nordost |
| Stand: 11. Dezember 2022 | |            |                  |